# Longing
«Longing» es una canción de la banda de rock japonesa X Japan escrita por Yoshiki y perteneciente al álbum Dahlia. Se ha publicado en varias versiones, entre las que destacan dos sencillos diferentes. La primera, «Longing ~Togireta Melody~» se publicó como undécimo sencillo de la banda el 1 de agosto de 1995 y alcanzó el primer lugar en la lista Oricon. La segunda, «Longing ~Setsubou no Yoru~» fue lanzada como el duodécimo sencillo el 11 de diciembre del mismo año, logrando la quinta posición en dicha lista.

## Videoclips
El cineasta estadounidense David Lynch dirigió un anuncio de televisión para promocionar «Togireta Melody»; filmado en una playa de Malibú, en él sólo aparece Yoshiki. También creó un vídeo musical para «Setsubou no Yoru», que se grabó en un estudio de Los Ángeles y en Coyote Lake, aunque nunca se ha estrenado. En su autobiografía de 2018, Lynch describió la experiencia como «realmente divertida» y afirmó que «algunos de los fotogramas son tan jodidamente hermosos que no lo podrías creer». En el documental de 2016 We Are X se incluyen imágenes entre bastidores de la realización de estos videoclips.

## Lista de canciones
Todas las canciones escritas y compuestas por Yoshiki. 
| "Longing ~Togireta Melody~" | |          |  |
| N.º                         | Título                                                                                             | Duración |  |
| 1.                          | «Longing ~Togireta Melody~» (Longing ～跡切れたmelody～)                                           | 7:45     |  |
| 2.                          | «Longing ~Togireta Melody~ (Original Karaoke)» (Longing ～跡切れたmelody～ (オリジナル・カラオケ)) | 7:40     |  |

| "Longing ~Setsubou no Yoru~" |                                                                                           |          |  |
| N.º                          | Título                                                                                    | Duración |  |
| 1.                           | «Longing ~Setsubou no Yoru~» (Longing ～切望の夜～)                                       | 4:59     |  |
| 2.                           | «Longing ~Setsubou no Yoru~ (Original Karaoke)» (Longing ～切望の夜～ (Original Karaoke)) | 5:28     |  |
| 3.                           | «Longing ~Setsubou no Yoru~ (The Poem)» (Longing ～切望の夜～ (The Poem))                 | 4:57     |  |